# Molson Indy Vancouver 1998
Moslon Indy Vancouver 1998 var ett race som var den femtonde omgången i CART World Series 1998, och kördes den 6 september i Vancouver, Kanada. Dario Franchitti klarade sig undan problem med rökutveckling i bilen, samt vissa bromsproblem, och vann sitt andra raka race, efter att ha passerat Michael Andretti på banan. Alex Zanardi blev fyra, och behövde nu bara ta ströpoäng för att säkra sin andra raka titel.

## Slutresultat
| Plats | Förare               | Team                     | Grid | Kvaltid  |
| ----- | -------------------- | ------------------------ | ---- | -------- |
| 1     | Dario Franchitti     | Team KOOL Green          | 1    | 1.04,130 |
| 2     | Michael Andretti     | Newman/Haas Racing       | 6    | 1.04,651 |
| 3     | Scott Pruett         | Patrick Racing           | 8    | 1.04,680 |
| 4     | Alex Zanardi         | Chip Ganassi Racing      | 3    | 1.04,420 |
| 5     | Al Unser Jr.         | Marlboro Team Penske     | 22   | 1.05,440 |
| 6     | Maurício Gugelmin    | PacWest Racing           | 13   | 1.04,893 |
| 7     | André Ribeiro        | Marlboro Team Penske     | 19   | 1.05,158 |
| 8     | JJ Lehto             | Hogan Racing             | 16   | 1.05,024 |
| 9     | Max Papis            | Arciero-Wells Racing     | 23   | 1.05,505 |
| 10    | Michel Jourdain Jr.  | Payton/Coyne Racing      | 25   | 1.05,989 |
| 11    | Paul Tracy           | Team KOOL Green          | 7    | 1.04,679 |
| 12    | Mark Blundell        | PacWest Racing           | 18   | 1.05,070 |
| 13    | Gil de Ferran        | Walker Racing            | 14   | 1.04,926 |
| 14    | Christian Fittipaldi | Newman/Haas Racing       | 12   | 1.04,823 |
| 15    | Adrián Fernández     | Patrick Racing           | 21   | 1.05,429 |
| 16    | Richie Hearn         | Della Penna Motorsports  | 10   | 1.04,781 |
| 17    | Dennis Vitolo        | Payton/Coyne Racing      | 28   | 1.09,164 |
| 18    | Tony Kanaan          | Tasman Motorsports       | 5    | 1.04,654 |
| 19    | Alex Barron          | All American Racing      | 27   | 1.07,093 |
| 20    | Greg Moore           | Forsythe Racing          | 4    | 1.04,620 |
| 21    | P.J. Jones           | All American Racing      | 26   | 1.06,087 |
| 22    | Bryan Herta          | Team Rahal               | 2    | 1.04,218 |
| 23    | Robby Gordon         | Arciero-Wells Racing     | 24   | 1.05,861 |
| 24    | Hélio Castroneves    | Bettenhausen Motorsports | 9    | 1.04,699 |
| 25    | Bobby Rahal          | Team Rahal               | 11   | 1.04,815 |
| 26    | Jimmy Vasser         | Chip Ganassi Racing      | 15   | 1.04,966 |
| 27    | Patrick Carpentier   | Bettenhausen Motorsports | 17   | 1.05,045 |
| 28    | Arnd Meier           | Davis Racing             | 20   | 1.05,339 |